# Ignacio Arroyo
Ignacio Arroyo Martín de Eugenio (c. 1916-2011) fue un periodista español.

## Biografía
Camisa vieja de Falange, llegó a tomar parte en la Guerra civil como alférez provisional. También participaría en la Segunda Guerra Mundial enrolado en la División Azul. Durante la dictadura franquista desarrolló la labor periodística. Llegó a ser director de los diarios Baleares y Sevilla, periódico este último el cual dirigió entre 1961 y 1975. Posteriormente sería presidente de honor de la Hermandad de Antiguos Caballeros Legionarios. Falleció en Madrid el 25 de abril de 2011.